# Bahnhof Frankfurt-Höchst
Der Bahnhof Frankfurt-Höchst liegt im Frankfurter Stadtteil Höchst und ist mit zwölf Bahnsteiggleisen der zweitgrößte Bahnhof der Mainmetropole. Seine heutige Bedeutung liegt vor allem im S-Bahn-, Vorort- und Regionalverkehr. Er ist der wichtigste ÖPNV-Knoten im Westen Frankfurts.

## Geschichte

### Erster Bahnhof

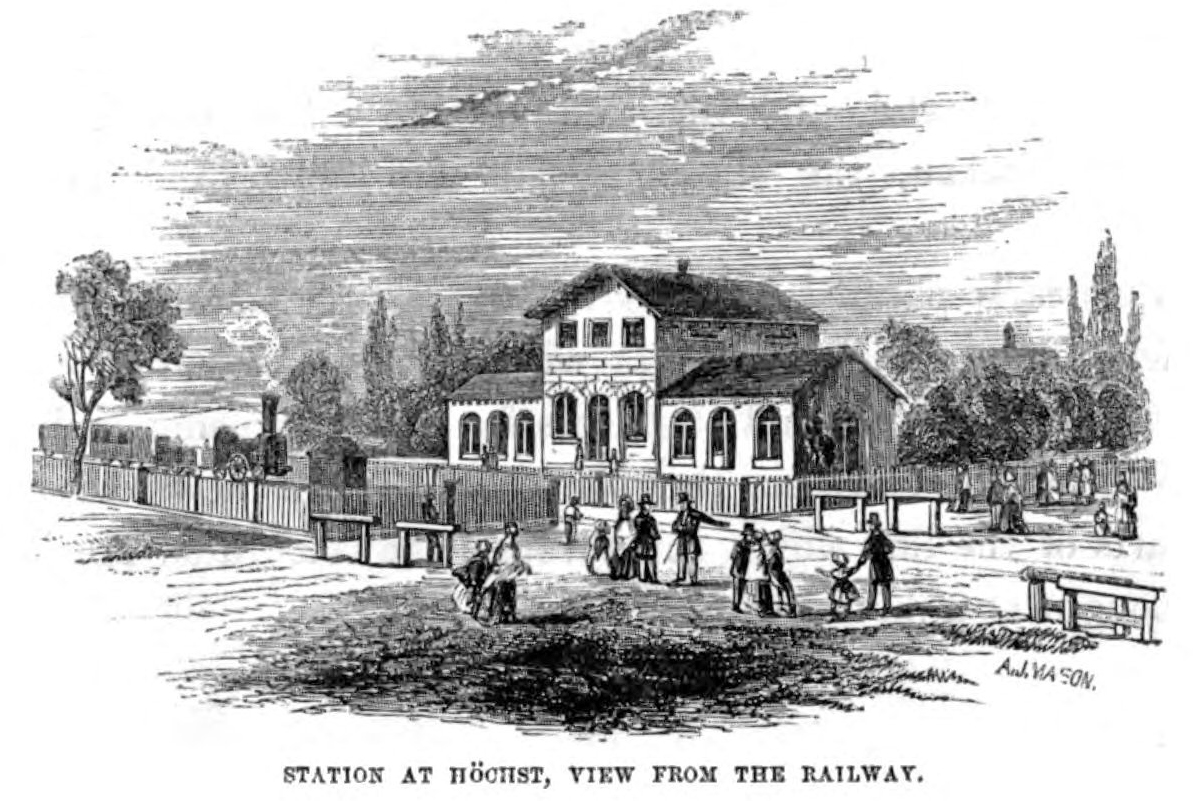
Der ehemalige Höchster Bahnhof aus dem Jahr 1839, englischer Stahlstich von 1846.

#### Entwicklung
Der erste Höchster Bahnhof entstand mit dem Bau einer der ersten Eisenbahnen in Deutschland. Am 26. September 1839, nur vier Jahre nach der Eröffnung der Strecke von Nürnberg nach Fürth, eröffnete der erste Abschnitt der Taunus-Eisenbahn, der vom Taunusbahnhof in Frankfurt knapp neun Kilometer bis nach Höchst führte. Der erste Höchster Bahnhof lag 400 Meter östlich des heutigen Bahnhofs, an der Königsteiner Straße.
Die zweite nach Höchst führende Bahnstrecke war 1847 die kurze Sodener Bahn, die erste Nebenbahn Deutschlands. Sie verband den überregional bedeutenden Kurort Bad Soden über Höchst mit dem Rest der Welt. Erst 1877 folgte die weitaus wichtigere Main-Lahn-Bahn nach Eschhofen und Limburg, die von der Hessischen Ludwigsbahn erbaut wurde, quer durch den Taunus verläuft und eine Verbindung zur Lahntalbahn Gießen–Koblenz schuf. Im Zuge des immer umfangreicheren Verkehrs wurde dieser erste Bahnhof mehrfach umgebaut und erweitert.

#### Erstes und zweites Empfangsgebäude
Das Empfangsgebäude war zur Eröffnung – und auch 1842 – noch nicht fertiggestellt. Zunächst wurde ein hölzernes Provisorium genutzt.
Das endgültige Empfangsgebäude stammte von dem Mainzer Architekten Ignaz Opfermann, der alle Hochbauten entlang der Taunus-Eisenbahn konzipierte. Es war ein „Typenbau“, den Opfermann hier entlang der Strecke und später auch entlang der Hessischen Ludwigsbahn von Mainz nach Worms mehrfach verwendete: Ein zweigeschossiger giebelständiger Mittelbau wird auf beiden Seiten von je einem traufständigen, einstöckigen Seitenflügel begleitet, alle Bauteile tragen jeweils ein Satteldach. Im Erdgeschoss prägen rundbogige Türen und Fenster das Bild, die Fenster des Obergeschosses sind dagegen rechteckig.

### Zweiter Bahnhof

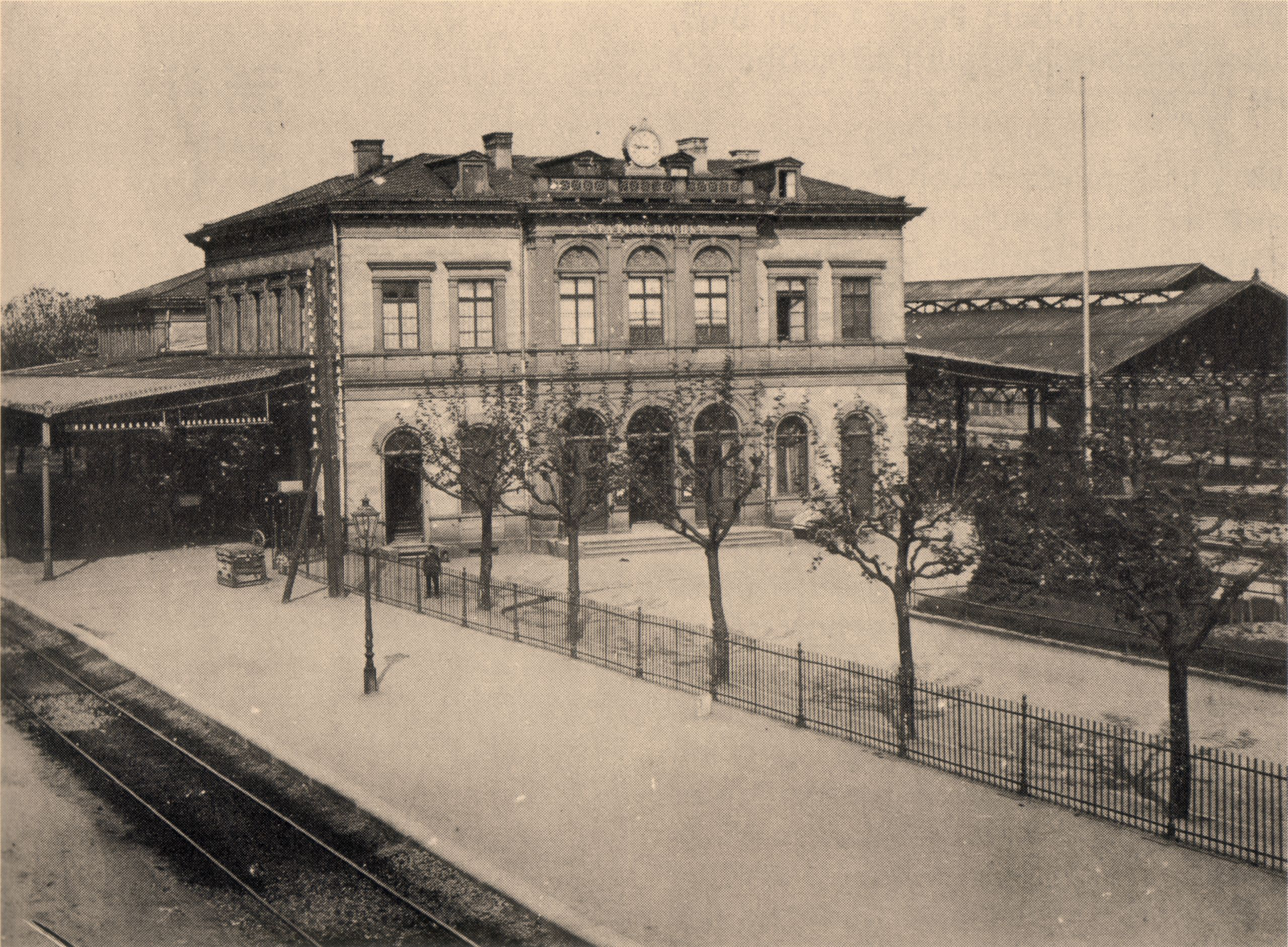
Der zweite Höchster Bahnhof von 1880

#### Entwicklung
1880 wurde dann ein vollkommen neu gestalteter Bahnhof eröffnet. Anlass war die Eröffnung der Main-Lahn-Bahn und 1880 ihre Verlängerung über Griesheim und Nied zur Städtischen Verbindungsbahn Frankfurt am Main, die wiederum in die Bahnstrecke Frankfurt–Hanau mündete, die auch zum Netz der Hessischen Ludwigsbahn gehörte. Für den damit generierten Verkehr war die alte Anlage zu klein. Der Bahnhof wurde als Inselbahnhof zwischen den Strecken der Limburger Bahn (im Süden) und der Taunus-Eisenbahn (im Norden), westlich der Königsteiner Straße, errichtet. Die straßenseitige Zufahrt erfolgte von dort über eine Stichstraße.
1902 eröffnete die Frankfurt-Königsteiner Eisenbahn ihren Betrieb über Kelkheim nach Königstein, so dass nun sechs Strecken auf den Höchster Bahnhof zuführten, drei von Osten und drei von Westen. Seit dem 1. September 1905 kam noch die Kaiserkurve aus Richtung Rödelheim hinzu, die zunächst nur von Sonderzügen, u. a. dem Hofzug Kaiser Wilhelms II. und Güterzügen, ab 1908 auch von planmäßigen Personenzügen befahren wurde, darunter auch ein Schnellzug Berlin–Wiesbaden über Bad Nauheim und Bad Homburg (siehe auch: Bäderbahn Bad Nauheim–Wiesbaden). Die bis zum 1. April 1928 selbständige Stadt Höchst am Main hatte nun einen Verkehrsknoten, dessen Bahnhof weiter ausgebaut werden musste.

#### Drittes Empfangsgebäude
Das Empfangsgebäude wurde durch den Architekten und Königlichen Eisenbahn- und Betriebsinspektor Heinrich Velde errichtet, der im Rhein-Main-Gebiet insgesamt 37 Bahnhöfe erstellte, von denen der Höchster Bahnhof als seine architektonische Glanzleistung gilt.

### Dritter Bahnhof

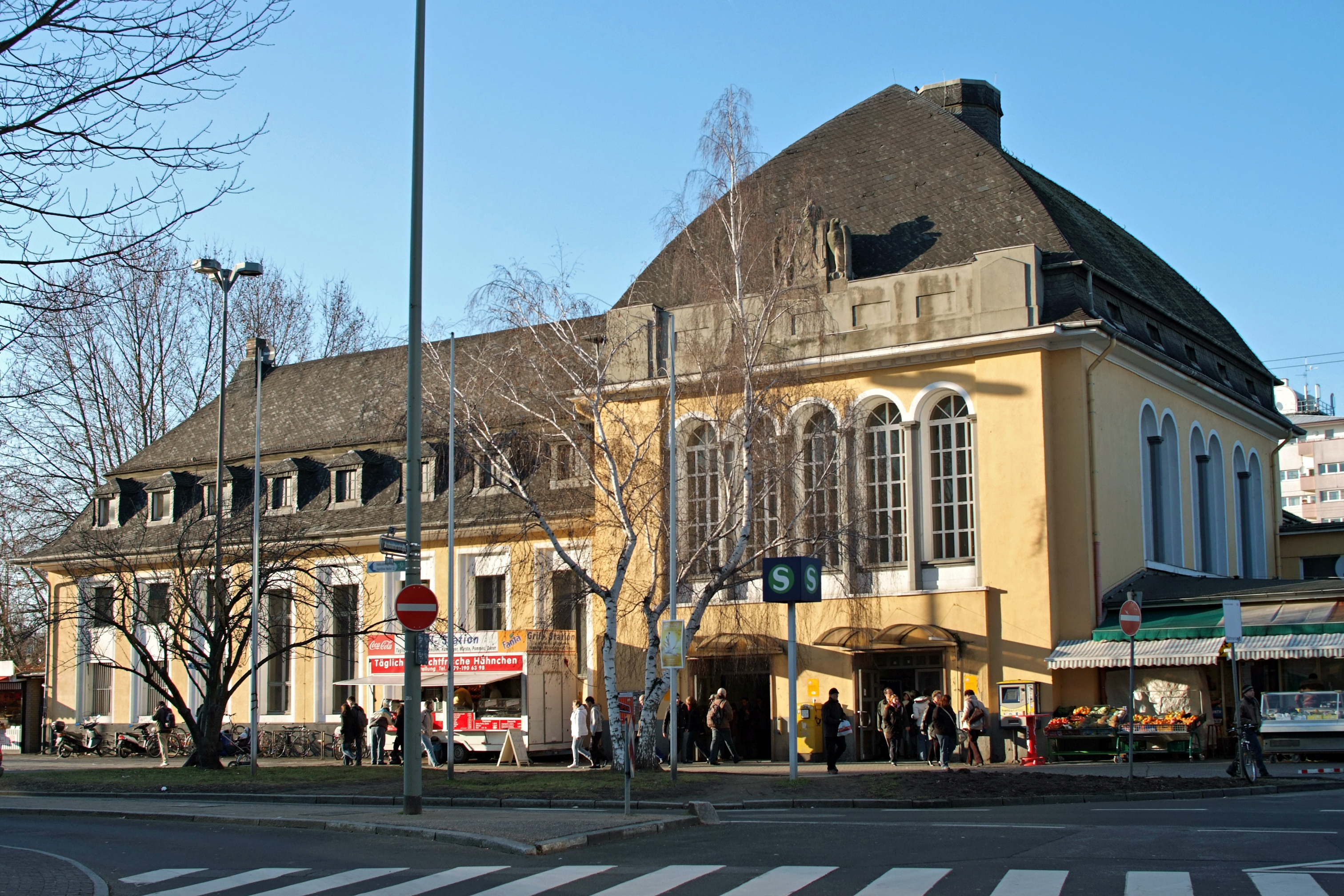
Bahnhof Frankfurt (Main)-Höchst von 1914/1920, Zustand 2009

#### Entwicklung
Die gesamte Verkehrsanlage – bisher auf Straßenniveau betrieben – wurde hochgelegt. Diese neue Anlage wurde 1914 in Betrieb genommen, ohne dass sie zunächst aufgrund des Ersten Weltkrieges fertig gestellt werden konnte. Bei der Höherlegung wurde auch die Frankfurt-Königsteiner Eisenbahn in den Staats-Bahnhof eingeführt, die ursprünglich einen eigenen Bahnsteig nördlich des Bahnhofes hatte. 1916 war das Gleis nutzbar.

#### Viertes Empfangsgebäude
Das neue Empfangsgebäude mit Anklängen an den Jugendstil wurde erst 1920 vollendet. Architekten waren Ernst Kleinschmidt und Armin Wegner. Es ist heute ein Kulturdenkmal aufgrund des Hessischen Denkmalschutzgesetzes. Der Bahnhof erhielt am 15. Mai 1927 die Bezeichnung Höchst (Main) Hauptbahnhof und – nach der Eingemeindung 1928 – die Bezeichnung Frankfurt (Main)-Höchst.

## Zustand

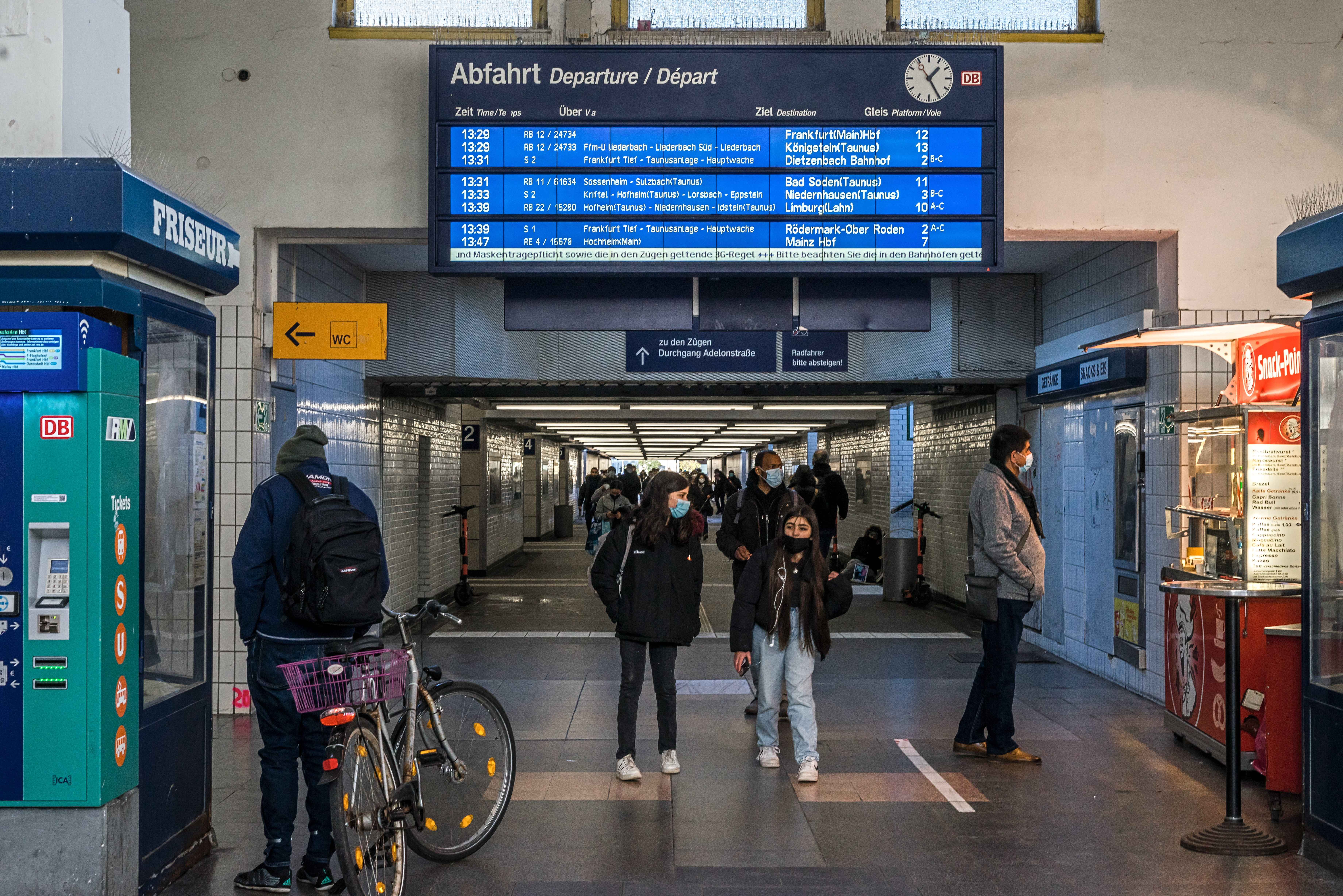
Zugangstunnel zu den Gleisen

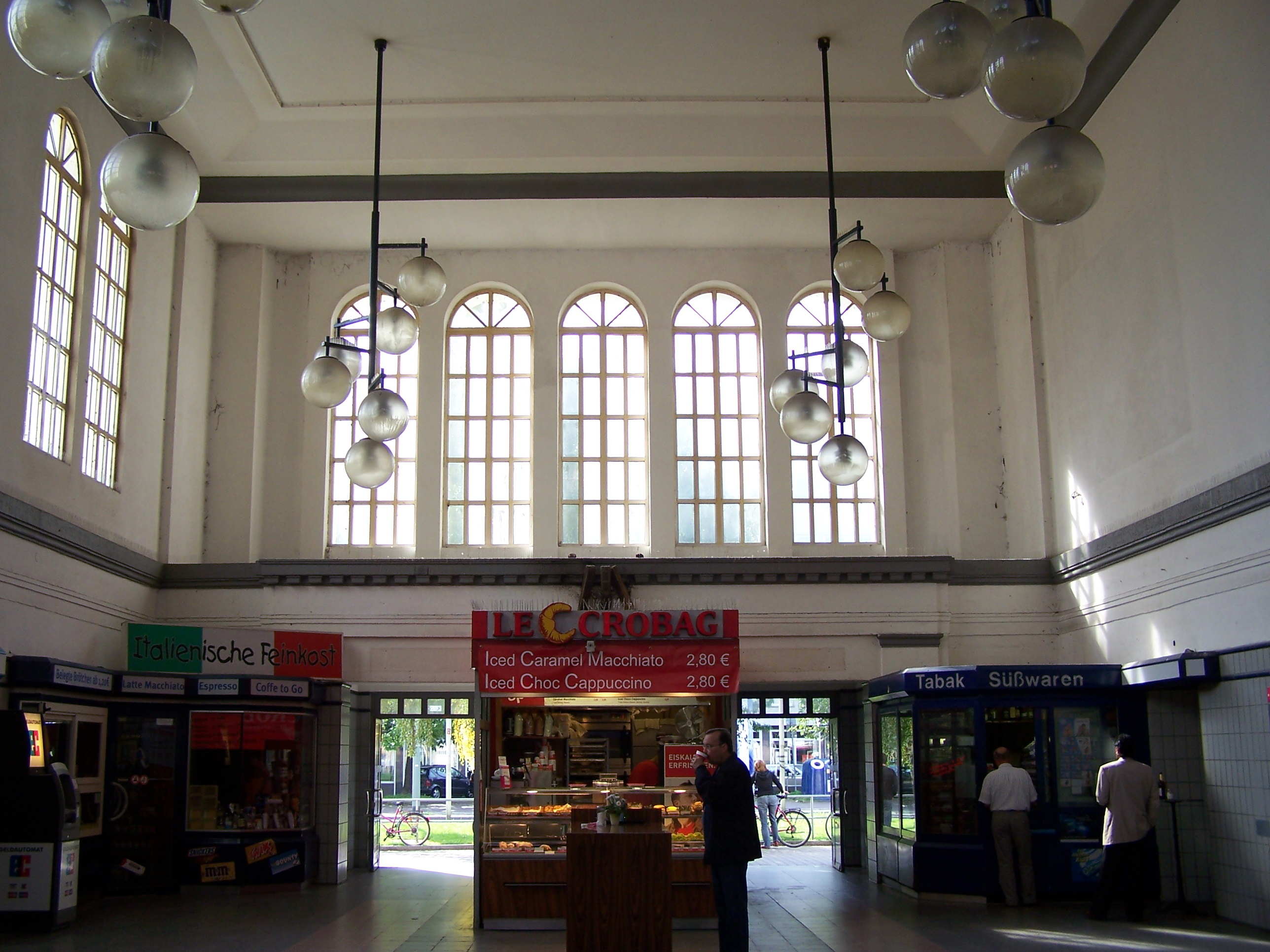
Empfangshalle

Heute werden zehn der zwölf Bahnsteiggleise regelmäßig für den Personenverkehr genutzt. Die an sich repräsentative, vom Jugendstil beeinflusste Empfangshalle von 1914 wirkt verkommen. Es gibt hier eine Buchhandlung und ein Reisezentrum des Rhein-Main-Verkehrsverbund, nebst Kiosk, und einem italienischen Feinkostgeschäft. Ebenfalls in der Empfangshalle sind Sanitäranlagen vorhanden, die im Jahr 1993 wegen wiederholter Vandalismusschäden geschlossen, aber im März 2006 wiedereröffnet wurden.
Abgesehen vom nahegelegenen Bildungs- und Kulturzentrum Frankfurt, welches das Friedrich-Dessauer-Gymnasium, eine Stadtteilbücherei und eine Volkshochschule beherbergt, dessen Schüler von der guten Verkehrsanbindung profitieren, ist die Gegend nördlich des Bahnhofs ein Wohngebiet.
Der Hauptzugang zum Bahnhof liegt an der Südseite. Westlich des Empfangsgebäudes befindet sich ein Busbahnhof, von dem man derzeit in die Stadtteile Sindlingen, Zeilsheim, Nied, Griesheim, Bockenheim, Schwanheim, Niederrad, Sossenheim, Rödelheim und Unterliederbach sowie zum Flughafen Frankfurt Main fahren kann. Außerdem verkehren von dort Busse in die Nachbarstädte Sulzbach (Taunus), Bad Soden am Taunus, Königstein im Taunus, Eschborn, Schwalbach am Taunus, Kronberg im Taunus, Oberursel (Taunus), Liederbach am Taunus, Kelkheim (Taunus) und Glashütten (Taunus).
Zwischen dem Höchster Bahnhof und dem Dalbergplatz erstreckt sich entlang der Bahnlinie die in den 1920er Jahren entstandene Bruno-Asch-Anlage. Sie ist eine der wenigen expressionistischen Gartenanlagen Deutschlands. Bis Ende 2010 war von ihrem ursprünglichen Zustand nur wenig erhalten. Seit 2011 sind die Parkanlage und seit 2013 der dazugehörige Seiler-Brunnen nach teils aufwendiger Restaurierung wiederhergestellt.

### Modernisierung des Bahnhofs
Die Personenunterführung erhielt einen Fußbodenbelag mit Natursteinplatten. Zudem wurde in der Unterführung eine sogenannte Vorhangfassade montiert.
Der Nordausgang der Fußgängerunterführung erhielt einen angeschrägten Zugang, so dass auf die bisherigen Treppenstufen verzichtet werden konnte. Die historischen Säulen dort wurden mit Mosaik belegt.
Die Treppenaufgänge westlich der Personenunterführung für die Bahnsteige 1 bis 3 und 5 sind aufgeweitet und in der Mitte um eine Aufzugsanlage ergänzt worden. Einige Treppenanlagen wurden denkmalgerecht in ihrer historischen Form mit weißen und grünen Fliesen, sowie geschwungenen Handläufen wiederhergestellt. An Bahnsteig 6 wurde der westliche Treppenaufgang ohne Aufweitung erneuert, da die dazugehörige Aufzugsanlage gegenüberliegend unter Verzicht auf einen zweiten Treppenaufgang eingebaut wurde.
Die Bahnsteige 4, 5 und 6 wurden für einen stufenlosen Ein- und Ausstieg auf 76 Zentimeter erhöht. Somit sind alle Bahnsteige in dieser Höhe. Die im Personenverkehr genutzten Bahnsteige erhielten bis auf Bahnsteig 4 neue Beläge und ein taktiles Leitsystem für Menschen mit Sehbehinderung. Die Bahnsteigdächer wurden erneuert, nachdem sich herausgestellt hatte, dass die alten für eine Sanierung zu marode waren.
Ende 2017 waren die Modernisierungsarbeiten weitgehend abgeschlossen.

### Umgestaltung der Bahnhofsvorplätze
Der nördliche Bahnhofsvorplatz wurde im Jahr 2014 umgestaltet.
Insbesondere wurden hierbei Straßenquerungen und Zugänge zum Bahnhof barrierefrei, die Anzahl der überdachten Fahrradplätze vergrößert und der Platzbereich am Eingang der Unterführung neu gestaltet. Der Platz wurde komplett mit Natursteinen gepflastert und beherbergt für die Anwohner mehrere versenkbare und damit platzsparende Glascontainer. Die Kosten für den Umbau des nördlichen Bahnhofsvorplatzes, der sich vollständig im städtischen Eigentum befindet, belaufen sich auf 1,2 Millionen Euro.
Die Umgestaltung des südlichen Bahnhofsvorplatzes wurde im Jahr 2020 abgeschlossen.
So ist nun die Befahrbarkeit der Adolf-Haeuser-Straße und der Dalbergstraße in beiden Richtungen gewährleistet. Im östlichen Terrain wurden Park-&-Ride-Parkplätze, sowie die Taxistände neu errichtet. Bereits im Dezember 2018 wurde ein moderner, zentraler Busbahnhof auf der westlichen Seite des Vorplatzes eingeweiht, der neun Buslinien bedient. Der Vorplatz wurde passend mit einem neuen Pflaster gedeckt, welches den Bezug zum denkmalgeschützten Bahnhofsgebäude herstellen soll.
Die Kosten für die Neugestaltung des südlichen Bahnhofsvorplatzes beliefen sich auf knapp 5 Millionen Euro, von denen 1,9 Millionen Euro durch das Land Hessen getragen wurden.

## Bahnbetrieb

### Bedeutung
Der Bahnhof Höchst ist heute noch ein Knoten des städtischen Schienenverkehrs im Frankfurter Westen. Dennoch hat er in seiner Bedeutung für den regionalen Verkehr stark eingebüßt. Außer den S-Bahnen und den Vorortzügen der Frankfurt-Königsteiner Eisenbahn (FKE) halten in Höchst nur noch vier Regional-Express- und drei Regionalbahn-Linien. Früher war Höchst auch Haltepunkt für den Fernverkehr, vor allem von Schnellzügen. Mit der Eröffnung des ersten Flughafenbahnhofs 1972 begann die Verlagerung des Schienenfernverkehrs von der Taunus-Eisenbahn nördlich des Mains auf die südmainische Strecke über Stadion, Flughafen, Rüsselsheim und Mainz.

### Regionalverkehr

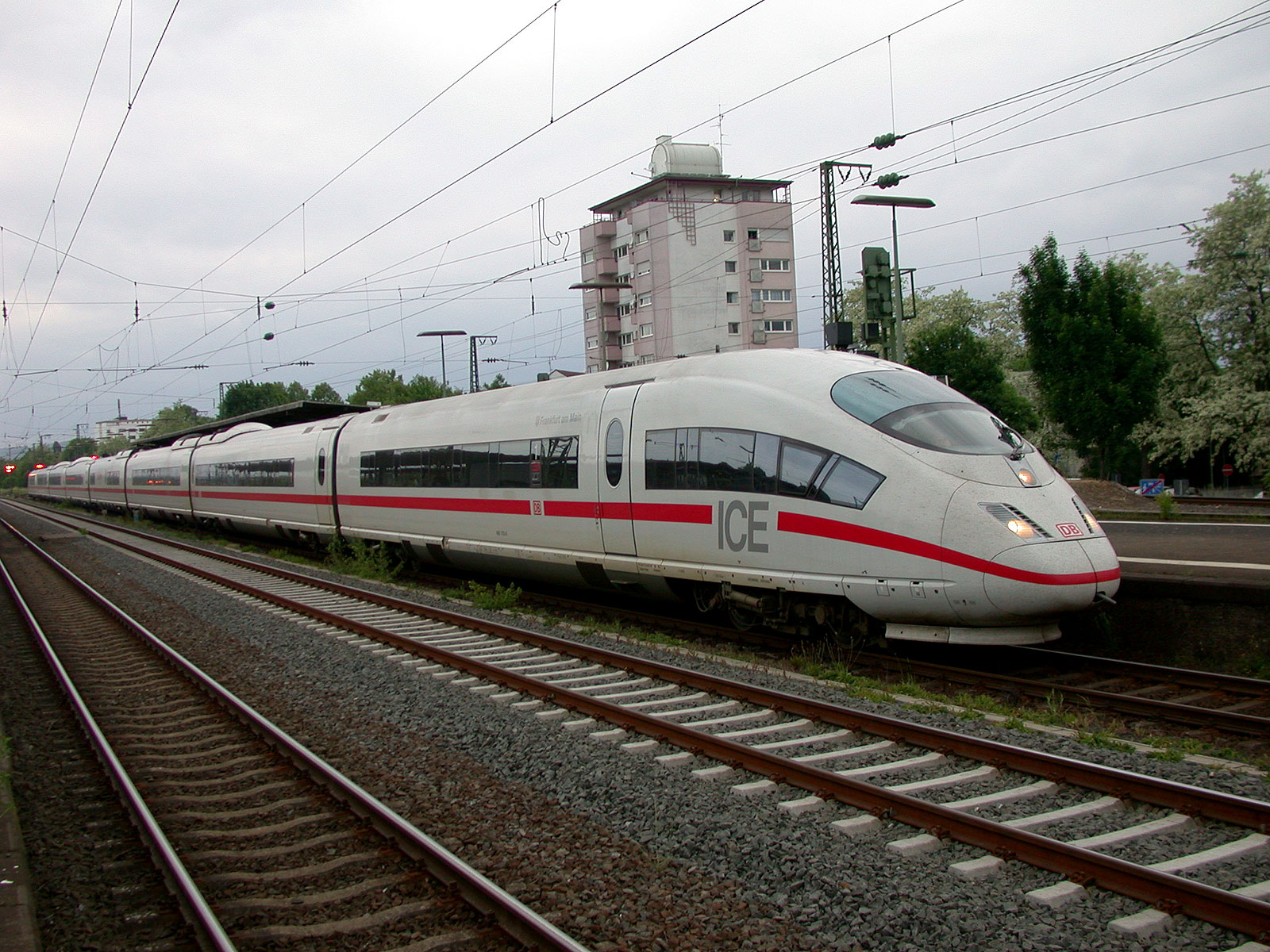
Durchfahrender ICE 3 am Höchster Bahnhof

Von den einstmals zahlreichen, in Höchst haltenden, Schnell- und Eilzügen übrig geblieben sind vier Regional-Express- und drei Regionalbahn-Linien. Alle Linien beginnen am Hauptbahnhof und bieten, zusätzlich zur S-Bahn, eine vor allem von den Berufspendlern genutzte Alternativverbindung zwischen Höchst und dem Hauptbahnhof.

#### Königsteiner Bahn

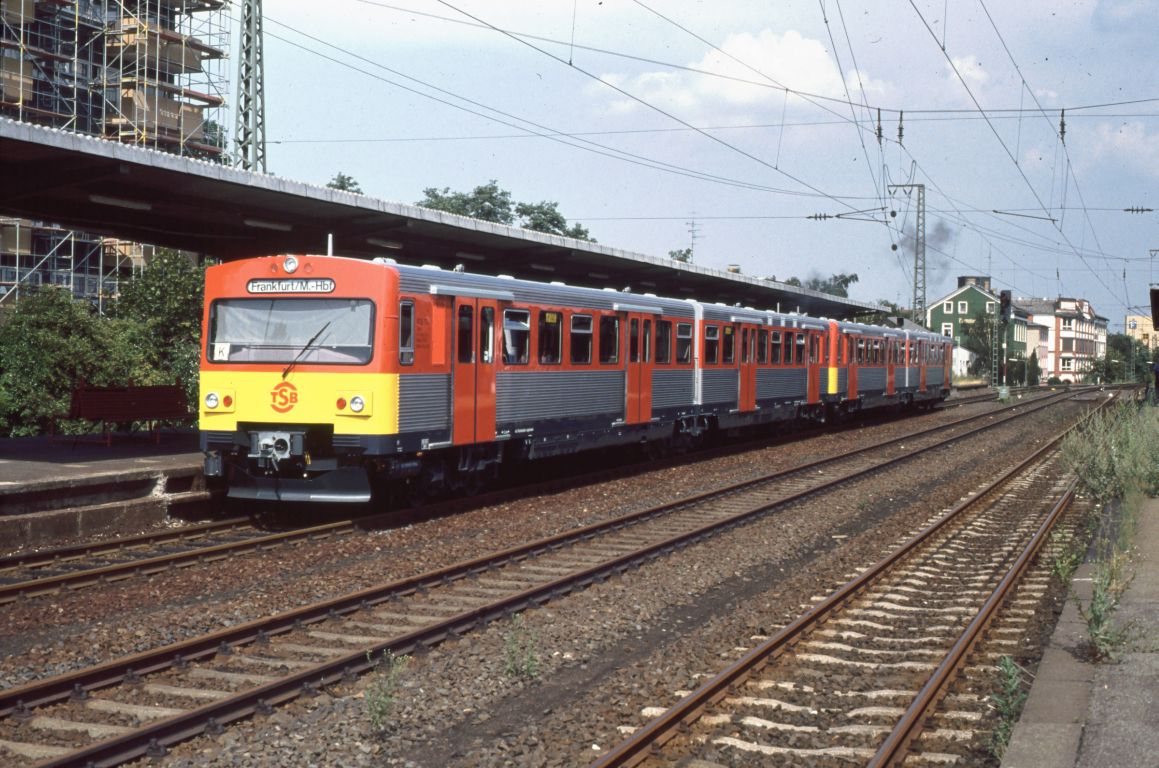
Triebwagen der FKE im Bahnhof Frankfurt-Höchst (Gleis 12)

Die Königsteiner Bahn ist eine Privatbahn, welche über die eingleisige Strecke von Königstein im Taunus über Kelkheim und Liederbach nach Höchst führt. Während bis zur Aufnahme in den FVV die FKE-Züge nur zwischen Königstein und Höchst pendelten und Fahrgäste mit Ziel Frankfurt-Stadtmitte zum Umsteigen auf die S-Bahn gezwungen waren, fahren seitdem die Züge wieder direkt und ohne weiteren Zwischenhalt bis zum Hauptbahnhof. Die Züge verkehren als RB 12 in einem S-Bahn-ähnlichem 30-Minuten-Takt, sonntags aber nur jede Stunde. Außerdem wird in der Hauptverkehrszeit jeder zweite Zug als RB 15 nach Halt im Frankfurter Hauptbahnhof nach Brandoberndorf verlängert.

#### Sodener Bahn
Die RB 11 entstand durch die Ausgliederung der S3 auf der Sodener Bahn, aufgrund geringer Auslastung. Früher von der DB mit Triebwagen der Baureihe 420 befahren, wurde die Strecke eine Weile von der FKE mit Dieseltriebwagen und bis 2024 von der HLB wieder mit Elektrotriebwagen befahren. Königsteiner- und Sodener Bahn münden, von Nordwesten und Nordosten kommend, wenige hundert Meter vor dem Bahnhof in das Gleisvorfeld des Höchster Bahnhofes. Die Linie ist 2024 wegen der Bauarbeiten zur Regionaltangente West eingestellt worden.

#### Andere Linien
Auf der Taunus-Eisenbahn-Strecke verkehren folgende Linien:
- Die Linie RE 4 wurde zum Fahrplanwechsel 2018/19 eingeführt und verkehrt von Frankfurt kommend in einem annähernden Zweistundentakt über Hochheim und die Umgehungsbahn Mainz nach Mainz Hauptbahnhof. Davon wird eine Zugleistung in der HVZ bis hin nach Germersheim verlängert. Die von Karlsruhe kommenden RE 4 verkehren in einem durchgängigen Zweistundentakt. Diese Zugleistung gehört dem SÜWEX-Netz an.
- Die Linie RE 9 wurde zum Fahrplanwechsel 2018/19 eingeführt und bietet für Pendler vier Züge am Morgen und zwei Züge am Nachmittag nach Frankfurt, sowie in der Gegenrichtung zwei Züge morgens und vier Züge nachmittags nach Eltville. Dabei wird nicht am Wiesbadener Hauptbahnhof gehalten, sondern nur in Mainz-Kastel. Diese Zugleistung wird durch die HLB betrieben. Die befahrene Strecke ist sonst jedoch gleich mit der RB 10.
- Die Linie RE 14 wurde zum Fahrplanwechsel 2018/19 eingeführt und verkehrt nach Mainz über die Mainbahn und danach über die Bahnstrecke Mainz–Mannheim bis nach Mannheim. Sie gehört ebenfalls dem SÜWEX-Netz an und verkehrt in einem Zweistundentakt in beide Richtungen.
- Die Linie RB 10 (RheingauLinie) verkehrt über Wiesbaden und Koblenz nach Neuwied, die Taunus-Eisenbahn und die rechte Rheinstrecke benutzend. Bis zum Fahrplanwechsel 2010/2011 verkehrte diese Linie unter der Bezeichnung RE 10 (Loreley-Express) im Zweistundentakt. Hinzu kamen in den Hauptverkehrszeiten einzelne Verbindungen der Linie RB 10 (Loreley-Bahn). Bis zum 11. Dezember 2010 wurden die Linien RE/RB 10 von der Deutschen Bahn AG betrieben. Zum 12. Dezember 2010 übernahm die VIAS GmbH den Betrieb auf dieser Linie und nannte sie in SE 10 (RheingauLinie) um. Seit dem 11. Dezember 2016 verkehrt die Linie wieder als RB 10.

Auf der Main-Lahn-Bahn-Strecke verkehren folgende Linien:
- Die Linie RE 20 verkehrt werktags außer samstags entlang der Limburger Bahn über Hofheim und Niedernhausen nach Limburg, wobei die Züge zwischen Niedernhausen und Limburg nur in Idstein, Bad Camberg, Niederbrechen und Eschhofen halten.
- Die Linie RB 21 verkehrte auf der gleichen Strecke wie die Linie RE 20 nach Limburg. Sie ersetzte eine Zugleistung nachts und wird von der Hessischen Landesbahn betrieben.
- Die Linie RB 22 verkehrt ebenfalls wie die Linie RE 20. Diese Linie hält zwischen Niedernhausen und Limburg an jedem Bahnhof. Seit dem 11. Dezember 2016 verkehrt die Linie als RB 22, davor als SE 20.

#### Linienübersicht
| Linie | Verlauf | Takt                                                                   | Betreiber      |
| ----- | --- | ---------------------------------------------------------------------- | -------------- |
| RE 4  | SÜWEX: Karlsruhe Hbf – Graben-Neudorf – Philippsburg (Baden) – Germersheim – Speyer Hbf – Schifferstadt – Ludwigshafen (Rhein) Hbf – Frankenthal Hbf – Worms Hbf (→ Osthofen → Guntersblum → Oppenheim → Nierstein → Mainz Römisches Theater) (ein Zug) – Mainz Hbf – Hochheim (Main) – Frankfurt-Höchst – Frankfurt (Main) Hbf Stand: Fahrplanwechsel Dezember 2021 | 120 min                                                                | DB Regio Mitte |
| RE 9  | RheingauExpress: Eltville – Niederwalluf – Wiesbaden-Schierstein – Wiesbaden-Biebrich – Mainz-Kastel – Frankfurt-Höchst – Frankfurt (Main) Hbf Stand: Fahrplanwechsel Dezember 2023 | 60 min (nur zur HVZ)                                                   | HLB Hessenbahn |
| RB 10 | RheingauLinie: Frankfurt (Main) Hbf – Frankfurt-Höchst – Mainz-Kastel – Wiesbaden Hbf – Wiesbaden-Biebrich – Wiesbaden-Schierstein – Niederwalluf – Eltville – Erbach (Rheingau) – Hattenheim – Oestrich-Winkel – Geisenheim – Rüdesheim (Rhein) – Assmannshausen – Lorch (Rhein) – Lorchhausen – Kaub – St. Goarshausen – Kestert – Kamp-Bornhofen – Filsen – Osterspai – Braubach – Oberlahnstein – Niederlahnstein – Koblenz Hbf – Koblenz Stadtmitte – Neuwied Stand: Fahrplanwechsel Dezember 2023 | 60 min 30 min (Frankf.–Assmannshausen) 30 min (Frankf.–KO Hbf zur HVZ) | VIAS           |
| RB 12 | Königsteiner Bahn: Frankfurt (Main) Hbf – Frankfurt-Höchst – Unterliederbach – Liederbach Süd – Liederbach – Kelkheim-Münster – Kelkheim – Kelkheim-Hornau – Schneidhain – Königstein (Taunus) Stand: Fahrplanwechsel Dezember 2022 | 30 min (werktags) 60 min (sonn-/feiertags)                             | start          |
| RE 14 | SÜWEX: Mannheim Hbf – Ludwigshafen (Rhein) Mitte – (Ludwigshafen (Rhein) Hbf –)* Frankenthal Hbf – Worms Hbf – (Osthofen – Guntersblum – Oppenheim – Nierstein – Mainz Römisches Theater –)* Mainz Hbf – Hochheim (Main) – Frankfurt-Höchst – Frankfurt (Main) Hbf * einzelne Züge Stand: Fahrplanwechsel Dezember 2021 | 120 min                                                                | DB Regio Mitte |
| RE 20 | Main-Lahn-Bahn: Frankfurt (Main) Hbf – Frankfurt-Höchst – Hofheim (Taunus) – Niedernhausen (Taunus) – Idstein (Taunus) – Bad Camberg – Niederbrechen – Eschhofen – Limburg (Lahn) Stand: Fahrplanwechsel Dezember 2021 | 60 min (wochentags zur HVZ)                                            | DB Regio Mitte |
| RB 22 | Main-Lahn-Bahn: Frankfurt (Main) Hbf – Frankfurt-Höchst – Hofheim (Taunus) – Niedernhausen (Taunus) – Idstein (Taunus) – Wörsdorf – Bad Camberg – Niederselters – Oberbrechen – Niederbrechen – Lindenholzhausen – Eschhofen – Limburg (Lahn) Stand: Fahrplanwechsel Dezember 2021 | 30/60 min (+ Verstärker zur HVZ)                                       | DB Regio Mitte |

### S-Bahn
Zwei Linien der S-Bahn Rhein-Main fahren über Höchst: die Linie S1, von Wiesbaden über die Taunus-Eisenbahn kommend, kurz vor dem Hauptbahnhof in den Innenstadttunnel einfahrend und in diesem den Main unterfahrend, nimmt sie den in Sachsenhausen nach Osten abzweigenden Tunnel, der nach einem kurzen oberirdischen Abschnitt die Offenbacher Innenstadt unterquert und über die Rodgaubahn weiter bis Rödermark-Ober-Roden führt.
Die Linie S2 beginnt in Niedernhausen im Taunus auf der Limburger Bahn, wo eine Nebenstrecke nach Wiesbaden abzweigt, folgt der Limburger Bahn über Eppstein und Hofheim und stößt im Bereich des ehemaligen Höchster Güterbahnhofs (S-Bahnhof Farbwerke) auf die Taunus-Eisenbahn und die S1. Ab dort verläuft sie gemeinsam mit dieser durch den Innenstadttunnel bis zum Bahnhof Offenbach-Bieber, von wo sie über Heusenstamm nach Dietzenbach weiterfährt und dort endet.
Darüber hinaus verkehren noch Verstärkungszüge, die vom Hauptbahnhof kommend, je nach Tageszeit in Höchst, Flörsheim oder Hochheim enden (S1). Mit diesen zusammen entsteht auf dem Abschnitt zwischen Höchst und der Stadtmitte in etwa ein Zehn-Minuten-Takt. Die Fahrzeit bis zum Hauptbahnhof beträgt nur zehn (zwei Zwischenhalte) und bis zum Stadtmittelpunkt, der Hauptwache, etwa 13 Minuten.
| Linie | Verlauf | Takt                                                                                     | Betreiber      |
| ----- | --- | ---------------------------------------------------------------------------------------- | -------------- |
| S1    | Wiesbaden Hbf – Wiesbaden Ost – Mainz-Kastel – Hochheim (Main) – Flörsheim (Main) – Eddersheim – Hattersheim (Main) – Frankfurt-Sindlingen – Frankfurt-Höchst Farbwerke – Frankfurt-Höchst – Frankfurt-Nied – Frankfurt-Griesheim – Frankfurt (Main) Hbf tief – Frankfurt (Main) Taunusanlage – Frankfurt (Main) Hauptwache – Frankfurt (Main) Konstablerwache – Frankfurt (Main) Ostendstraße – Frankfurt (Main) Mühlberg – Offenbach-Kaiserlei – Offenbach Ledermuseum – Offenbach Marktplatz – Offenbach (Main) Ost – Offenbach-Bieber – Offenbach-Waldhof – Obertshausen – Rodgau-Weiskirchen – Rodgau-Hainhausen – Rodgau-Jügesheim – Rodgau-Dudenhofen – Rodgau-Nieder-Roden – Rodgau-Rollwald – Rödermark-Ober Roden | 30 min 15 min (Hochheim–Rödermark zur HVZ und Flörsheim–Offenbach Ost werktags tagsüber) | DB Regio Mitte |
| S2    | Niedernhausen (Taunus) – Niederjosbach – Bremthal – Eppstein – Lorsbach – Hofheim (Taunus) – Kriftel – Frankfurt-Zeilsheim – Frankfurt-Höchst Farbwerke – Frankfurt-Höchst – Frankfurt-Nied – Frankfurt-Griesheim – Frankfurt (Main) Hbf tief – Frankfurt (Main) Taunusanlage – Frankfurt (Main) Hauptwache – Frankfurt (Main) Konstablerwache – Frankfurt (Main) Ostendstraße – Frankfurt (Main) Mühlberg – Offenbach-Kaiserlei – Offenbach Ledermuseum – Offenbach Marktplatz – Offenbach (Main) Ost – Offenbach-Bieber – Heusenstamm – Dietzenbach-Steinberg – Dietzenbach Mitte – Dietzenbach Bhf | 30 min 15 min (zur HVZ)                                                                  | DB Regio Mitte |

### Planung

#### Regionaltangente West

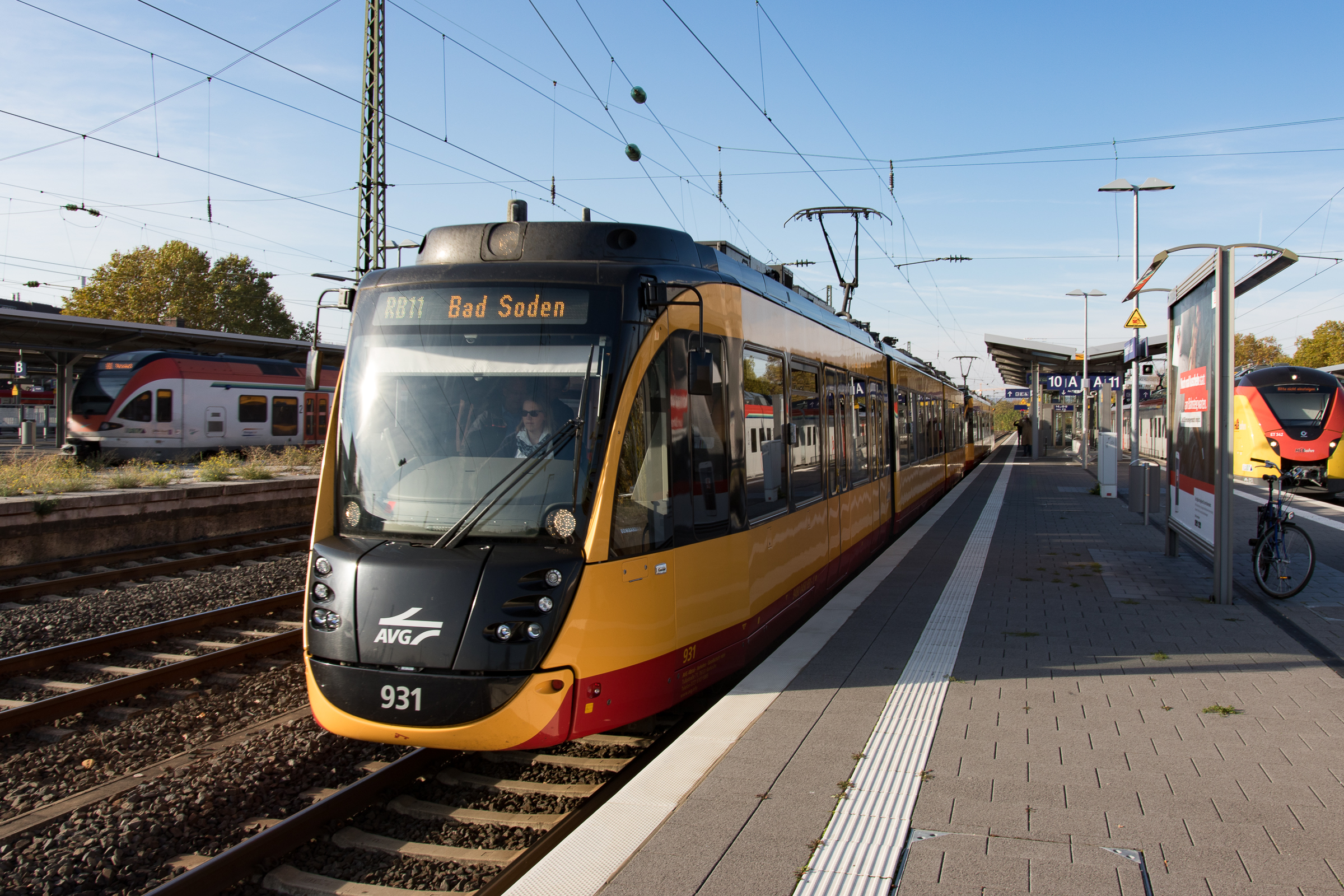
Zweisystem-Fahrzeug im Testbetrieb für die Regionaltangente West am Bahnhof Höchst

Für die Zukunft des Höchster Bahnhofs könnte die geplante Regionalstadtbahn Regionaltangente West (RTW) große Bedeutung erlangen.
Obwohl zwischen Höchst und den Terminals des Flughafens nur fünf Kilometer liegen, gibt es keine direkte Schienenverbindung zwischen diesen beiden Orten. Die Bahnlinie, die aus der Nordweststadt bzw. Bad Homburg über Eschborn nach Höchst führen soll, wird von dort über die Leunabrücke zum Flughafen und weiter nach Neu-Isenburg und Langen führen. Der Flughafen wäre von Höchst aus in wenigen Minuten Fahrzeit zu erreichen, ein erheblicher Vorteil für den Standort Höchst.
Im Bereich um den Bahnhof Höchst wird die RTW von Nordosten her über die Sodener Bahn einfahren und in Richtung Süden über eine zu bauende Straßenbahnstrecke im Verlauf der Leunastraße verlassen.

#### Straßenbahn
Die im Eingemeindungsvertrag von 1928 der Stadt Höchst versprochene Anbindung an die Frankfurter Straßenbahn wurde im Jahr 1952 verwirklicht. Allerdings fährt die Straßenbahn nur einen Block weit auf Höchster Gebiet bis zu ihrer Endstation an der Zuckschwerdtstraße. Eine Verlängerung mindestens bis zum Bahnhof ist seitdem in der Diskussion.
Neben einer Führung der Straßenbahn durch die engen Straßen der Höchster Innenstadt wurde aufgrund der geringen Auslastung einiger Bahnsteiggleise auch eine Einführung der Straßenbahn in das Gleisfeld des Bahnhofs diskutiert. Konkrete Planungen lagen aber nicht vor.

### Belegung der Gleise
- Gleis 1: Dieses Gleis wird von einzelnen S-Bahnen, die in Frankfurt-Höchst starten und enden, sowie bei Störungen verwendet.
- Gleis 2: S 1/S 2 Richtung Stadtmitte, RE 20/RB 22 nach Frankfurt Hbf
- Gleis 3: S 1/S 2 Richtung Wiesbaden/Niedernhausen
- Gleis 4: Dieses Gleis wird im Regelbetrieb nicht bedient und dient nur als Ausweichgleis bei Störungen.
- Gleis 5: RE 4/RE 9/RB 10/RE 14 nach Frankfurt Hbf
- Gleis 6: RE 9/RB 10 nach Wiesbaden/Koblenz/Neuwied
- Gleis 7: RE 4/RE 14 nach Mainz/Mannheim/Karlsruhe
- Gleis 8: RE 20/RB 22 nach Frankfurt Hbf (nur Verstärkerzüge im Berufsverkehr). Dieses Gleis dient zusammen mit dem bahnsteiglosen Gleis 9 als Durchfahrtsgleis für ICE-Züge und Güterzüge.
- Gleis 10: RE 20/RB 22 nach Limburg
- Gleis 11: Dieses Gleis wird im Regelbetrieb nicht bedient und dient nur als Ausweichgleis bei Störungen.
- Gleis 12: RB 12 nach Frankfurt Hbf
- Gleis 13: RB 12 nach Königstein (Taunus) (Königsteiner Bahn)

### ICE-Behandlung, Güterbahnhof

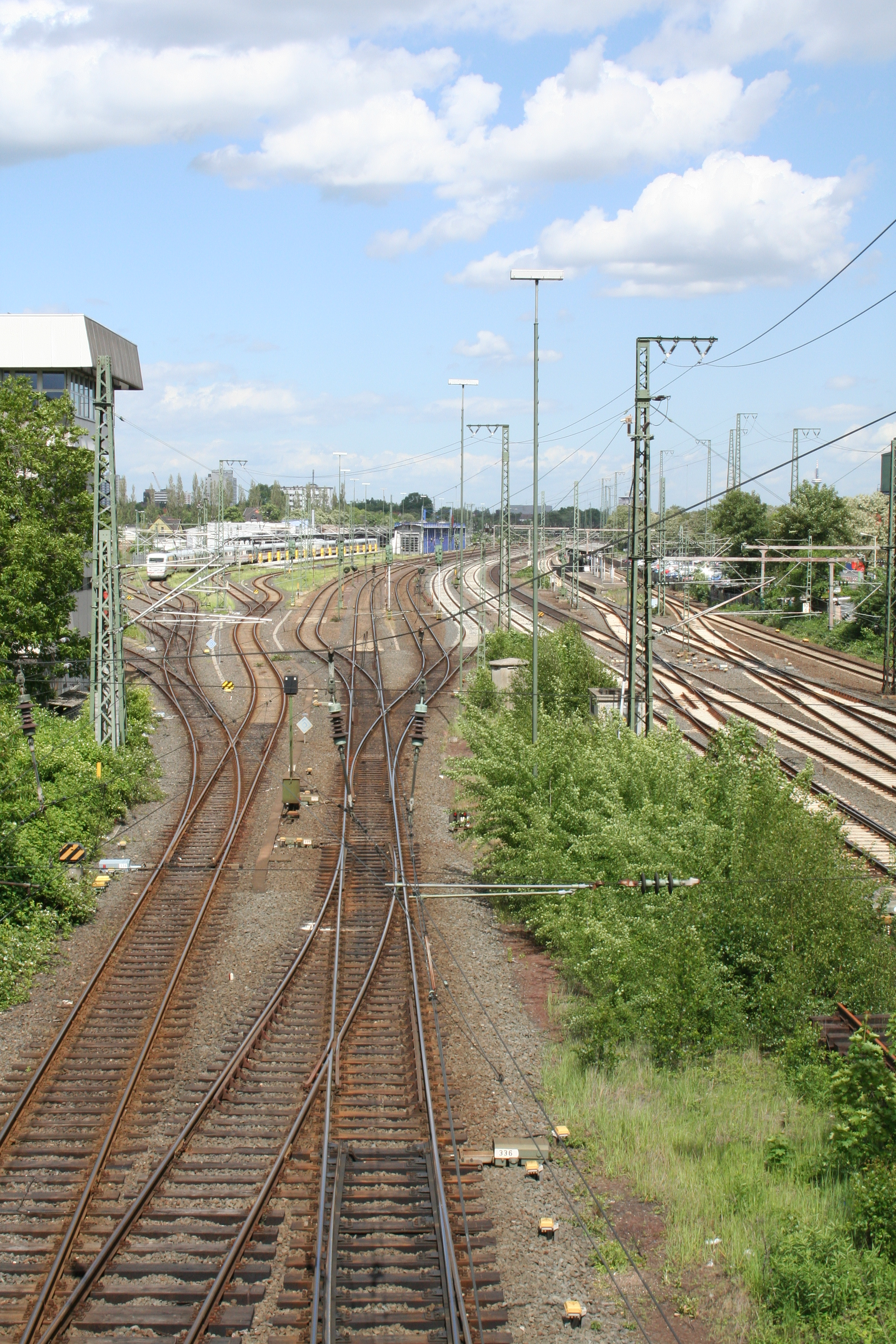
Gleisvorfeld, Güterbahnhof und Haltepunkt Farbwerke, Blick von der Bahnüberführung nach Osten Richtung Farbwerke und Bahnhof Höchst, Stellwerk vorne auf der linken Seite, Bahnhof Farbwerke rechts im Hintergrund

Westlich des Personenbahnhofs liegen die weitläufigen Gleisanlagen des ehemaligen Güterbahnhofs. Er war der zentrale Umschlagplatz im Frankfurter Westen und wurde in den 1990er Jahren stillgelegt. Im Bereich des Güterbahnhofs entstand seitdem eine leistungsfähige Innen- und Außenreinigungsanlage für ICE-Züge.
Die Innenreinigungsanlage besteht aus drei Gleisen, auf denen rund um die Uhr ICE-Züge (tagsüber auch Regionalzüge) gereinigt werden, einer Außenreinigungsanlage, einer Kadavergrube (zum Reinigen von Zügen nach Wild- und Personenunfällen) und einer Unterflurmessanlage, bei der die Radsätze der ICE-Triebzüge im Eingebauten und langsamen befahren automatisch ausgemessen werden.

### Haltepunkt Farbwerke
Am südlichen Rand des Güterbahnhofs, nahe dem Tor Nord der damaligen Farbwerke Hoechst AG, wurde 1967 ein Haltepunkt Farbwerke Hoechst errichtet. Seit 1978 ist er Station der S-Bahn-Linien S1 und S2. Er besitzt einen einzelnen Mittelbahnsteig und einen langen Zugangstunnel bis auf das Werksgelände. Der Name wurde nach der Auflösung der Hoechst AG in Frankfurt-Höchst Farbwerke geändert.